# 全国旅行業協会
一般社団法人全国旅行業協会（ぜんこくりょこうぎょうきょうかい、英文名称：All Nippon Travel Agents Association、略称ANTA）は、日本の旅行会社（旅行業）の業界団体である。日本旅行業協会（JATA）に比べて年会費が低額であるため、会員は第2種・第3種の比較的小規模な旅行代理店が多い。観光庁所管。

## 概要
- 所在地 - 東京都港区虎ノ門四丁目1番20号　田中山ビル5階
- 名誉会長-二階 俊博（前衆議院議員）
- 会長 - 近藤　幸二（非常勤、全観トラベルネットワーク　代表取締役社長、2025年7月から）
- 専務理事 - 菅井雅昭（常勤　元運輸安全委員会事務局審議官）
- 支部 - 各都道府県に設置
- 会員 - 5,500社

## 業務内容
- 旅行業法に基づく苦情処理業務
- 弁済保証業務
- 旅行業者に対する指導、旅行業従事者に対する研修
- 国内旅行業務取扱管理者試験の事務代行
- 旅行業務に関する調査・研究、広報活動
- ハッピーマンデー制度推進[2]など、官公庁に対するロビー活動
- e-TBT（電子旅行取引信頼マーク）制度の実施

## 沿革
- 1956年（昭和31年）2月23日 - 全国旅行業団体連合会を発足。
- 1965年（昭和40年）2月23日 - 全国旅行業協会（任意団体）発足。
- 1966年（昭和41年）2月22日 - 社団法人としての認可を受ける。
- 1972年（昭和47年） - 旅行業法に基づく指定協会としての認可を受ける。